# Nancy Niro
Nancy Niro (21 de septiembre de 1966) es una deportista canadiense que compitió en halterofilia. Ganó una medalla de bronce en el Campeonato Mundial de Halterofilia de 1991, en la categoría de 56 kg.

## Palmarés internacional
| Campeonato Mundial | Campeonato Mundial        | Campeonato Mundial | Campeonato Mundial |
| Año                | Lugar                     | Medalla            | Categoría          |
| ------------------ | ------------------------- | ------------------ | ------------------ |
| 1991               | Donaueschingen (Alemania) | Medalla de bronce  | 56 kg              |